# Miconia oligotricha
Miconia oligotricha là một loài thực vật có hoa trong họ Mua. Loài này được (DC.) Naudin mô tả khoa học đầu tiên năm 1851.